# Vilpiano-Nalles
Vilpiano-Nalles (wł. Stazione di Vilpiano-Nalles, niem: Bahnhof Vilpian-Nals) – stacja kolejowa w Vilpian (wł. Vilpiano), w prowincji Bolzano, w niemieckojęzycznym regionie Trydent-Górna Adyga, we Włoszech. Znajduje się na linii Bolzano – Merano. Obsługuje również pobliską gminę Nals (wł. Nalles).
Według klasyfikacji RFI ma kategorię brązową.